# Pau-Latina
Pau-Latina è il settimo album della cantante messicana Paulina Rubio, pubblicato il 10 febbraio 2004 dalla Universal.
Dall'album sono stati estratti i singoli Te quise tanto, Algo tienes, Dame otro tequila e Mia.

## Tracce
1. Algo tienes (C.Rodriguez; M.Benito) - 3:07
2. My Friend, mi amigo (P.Rubio; A.Levin; I.Padrón) - 3:31
3. Te quise tanto (C.Sorokin; Andahí; A.Schinoff) - 4:05
4. Baila que baila (T.Méndez; E.Pérez; J.de Jesús; P.Rubio; Tea Time) - 3:36
5. Ojalá (M.Solís) - 3:28
6. Perros (J.Villamizar; X.Uribe) - 3:49
7. Quiero cambiarme (E.Estefan; R.Gaitán; A.Gaitán; N.Tovar) - 2:20
8. Mia (E.Estefan; R.Gaitán; A.Gaitán; T.Mardoni; T.Mcwilliams) - 3:33
9. Alma en libertad4 (J.Villamizar; J. Pérez-Soto) - 3:5
10. Adiosito corazón (J.Villamizar) - 3:12
11. Amor secreto (R.Barba) - 4:12
12. Volverás (A.Chirino; T.Mitchell; C.Ostwald) - 5:06
13. Dame otro tequila (E.Estefan; R.Gaitán; A.Gaitán; T.Mardoni; T.Mcwilliams) - 2:48
14. Dame tu amor (P.Rubio; C.Brant; R.Vission; G.Brown; A.Cee) - 5:00
15. Algo tienes (Instrumental) (C.Rodriguez; M.Benito) - 7:28 (traccia nascosta)